# Caloptilia cataractias
Caloptilia cataractias là một loài bướm đêm thuộc họ Gracillariidae. Loài này sinh sống ở Nam Phi, Namibia và Zimbabwe.
Ấu trùng ăn Rhynchosia caribaea. Chúng cuộn lá làm tổ.